# Fontinalis tournalii
Fontinalis tournalii là một loài Rêu trong họ Fontinalaceae. Loài này được (Brongn.) Schimp. mô tả khoa học đầu tiên năm 1869.